# Broken Ridge

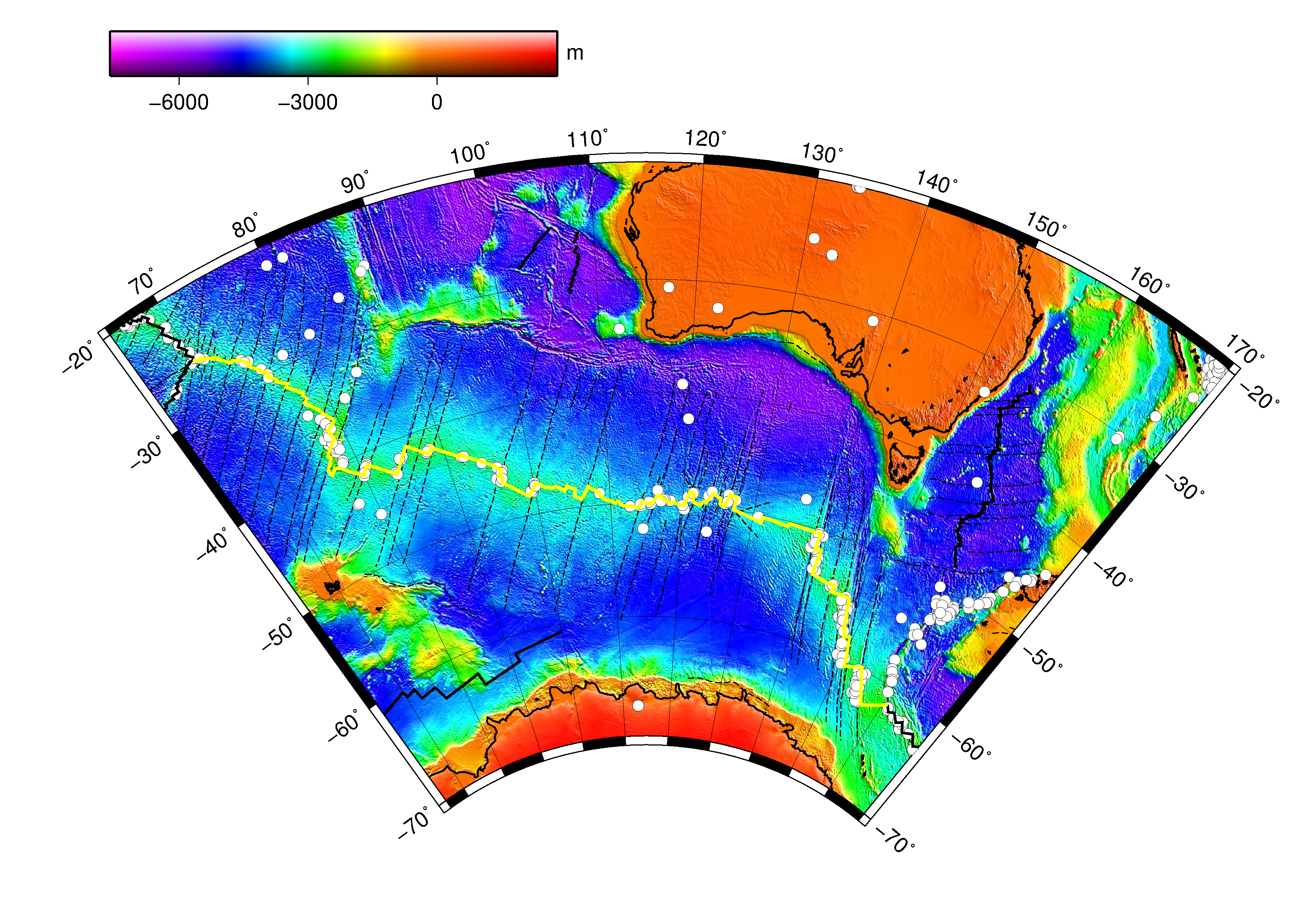
Karte der Südostindischen Meeresrücken. Broken Ridge ist das grüne Gebiet in der oberen linken Ecke.

Als Broken Ridge oder Broken Plateau bezeichnet man ein Ozeanisches Plateau im südöstlichen Indischen Ozean. Die Broken Ridge bildete früher zusammen mit dem Kerguelen-Plateau eine magmatische Großprovinz (Large Igneous Province, LIP). Als sich die australische und die antarktische Platte trennten, wurden auch die Broken Ridge und das Kerguelen-Plateau durch den Südostindischen Rücken getrennt. Alkalischer Basalt der Broken Ridge wurde auf ein Alter von 95 Millionen Jahren bestimmt.
Die Broken Ridge erstreckt sich über 1200 km vom Südende des Neunzig-Grad-Ost-Rückens in Richtung der Südwest-Ecke von Australien. Sie erreicht eine Breite von 400 km und steigt bis auf 1000 m unter dem Meeresspiegel an. An ihrer Südseite folgt die Diamantina Escarpment, eine 3000 m breite Schichtstufe, während das Plateau auf der Nordseite sanft zum Meerestief des Wharton-Beckens abfällt. Südöstlich liegt die Diamantina Fracture Zone. Die Sedimentschichten auf dem Plateau erreichen eine Mächtigkeit von 800 m und die Mohorovičić-Diskontinuität liegt in etwa 20 km Tiefe. Vom Naturaliste Plateau ist die Ridge durch die Dirck Hartog Ridge getrennt.
Die Kerguelen-Großprovinz bedeckte ursprünglich 2,3 Millionen km² und war damit das zweitgrößte LIP der Erde (nach dem Ontong-Java-Plateau im Pazifik). Beide dieser enormen LIP erreichten Höhen von 2–4 km über dem umgebenden Ozeanboden und eine Krustendicke von 20–40 km. Im Vergleich dazu ist die ozeanische Kruste normalerweise um 7 km dick. Die Broken Ridge und das Kerguelen-Plateau sind heute über 1800 km getrennt. Als sie auseinanderdrifteten, wurde die Südflanke der Broken Ridge um 2000 m angehoben und stieg bis über den Meeresspiegel an.
Die Kerguelen-LIP hat eine lange und komplizierte Geschichte und ist wahrscheinlich die am wenigsten „typische“ von allen LIPs. Gesteine von beiden Plateaus, sowohl der Broken Ridge als auch des Kerguelen-Plateaus, besitzen eine gemeinsame „continental component“, eine wiedererkennbare Zusammensetzung. In der frühen Kreidezeit wurde der Kerguelen-Hotspot in mehrere Diapire unterschiedlicher Größe, Zusammensetzung und Aufstiegsgeschwindigkeiten zerteilt. Diese getrennten Diapire schufen den Bunbury-Basalt, das südliche Kerguelen-Plateau, die Rajmahal Traps beziehungsweise indischen Lamprophyre, die antarktischen Lamprophyre sowie das zentrale Kerguelen-Plateau und die Broken Ridge. In der späten Kreide verlangsamte sich die Aktivität am Erdmantel und der Kerguelen-Hotspot schrumpfte zu einer einzigen Stelle am Neunzig-Grad-Ost-Rücken. Vor 120–95 Millionen Jahren, als das südliche und zentrale Kerguelen-Plateau zusammen mit der Broken Ridge entstand, bildete der Kerguelen-Hotspot etwa 1 km³ pro Jahr, aber im Zeitraum vor 95–25 Millionen Jahren verringerte sich der Ausstoß auf 0,1 km³ pro Jahr.